# Olimpia Coral Melo
Olimpia Coral Melo (Huauchinango, Puebla; 6 de julio de 1990) es una activista y defensora mexicana reconocida como una de las 100 personas más influyentes del mundo en 2021 por la revista Time que impulsó la creación de una ley contra el acoso digital en México que lleva su nombre, la Ley Olimpia. 
Después de sufrir «violencia digital» por parte de una expareja que divulgó un video sexual de ella sin su consentimiento, inició una lucha de siete años para crear y promover una ley que penalizara estas prácticas. Película "Llamarse Olimpia", documental de Indira Cato, ganadora del Premio Mezcal en el 40 Festival Internacional de Cine de Guadalajara 2025. 

## Trayectoria
Olimpia tenía 18 años cuando su expareja afectiva divulgó un video privado con contenido sexual sin su consentimiento, en el que solamente ella se vio afectada. Esta actividad también es conocida como "porno-venganza". El video rápidamente se viralizó en México y tuvo repercusiones emocionales en Olimpia, quien cayó en depresión con intentos de suicidio, como ha referido en entrevistas. Con apoyo de su mamá, pudo superar y seguir adelante contra la violación, pues le ayudó a concientizar que ella no fue la culpable, sino que era víctima de un delito.  A partir de esto, formó en Puebla la organización "Mujeres Contra la Violencia de Género" y después se mudó a la Ciudad de México para fundar, junto con otras mujeres, el Frente Nacional para la Sororidad, para prevenir la violencia virtual y acompañar a mujeres que la hubieran vivido.
En marzo de 2014, cuando tenía 24 años, presentó una iniciativa de ley en el Congreso de Puebla. Tras su insistencia, logró que se reconociera la violencia digital y se sancionara hasta con seis años de prisión a quienes comparten materiales íntimos sin consentimiento en 2018. Hasta el año 2020, solamente 3 estados federativos de la República Mexicana faltaban por aprobar la Ley Olimpia. 
Después de 10 años de activismo, Olimpia y sus compañeras, además de crear la Ley Olimpia, también crearon un Informe de violencia digital en México, el cual consta de tres ejes principales:
1. Atención a las víctimas.
2. Desarrollo de investigaciones, teorías, estudio y reflexiones.
3. Llamado a la acción.

En 2019, cuando la ley había sido aprobada solamente en 11 estados de México, narró su historia a BBC Mundo, en la que subrayó:
La gente no tiene idea de lo que causa ese tipo de violencia. Limitan tu libertad, tu intimidad, tu movilidad, tu vida. Y tú lo aceptas porque crees que eres culpable. Por eso acceder a la justicia es casi imposible.

Cada "like" a esas publicaciones es una agresión, cada "me gusta" es un golpe. Cada vez que alguien comparte contenido íntimo de una persona que no lo permitió es como una violación. 
En 2020 el municipio de Huauchinango, Puebla, le otorgó un reconocimiento para declararla huauchinanguense distinguida.
La Ley Olimpia no sólo tuvo un impacto significativo en México, pues está sujeta a ser replicada en Latinoamérica y en Estados Unidos. Hasta en marzo del 2023, la ley estuvo en discusión en los Congresos de Argentina, Honduras, Ecuador y en Los ángeles California. 

### Frente Nacional para la Sororidad
Olimpia Coral Melo fundó el Frente Nacional para la Sororidad, un colectivo cuyo primer objetivo fue dar acompañamiento a mujeres que vivían violencia digital. Después, comenzó a agrupar a feministas independientes y colectivas para tener presencia en diversas entidades de México. En la actualidad, el Frente tiene un grupo específico de defensoras de víctimas de violencia en internet, que contempla también atención legal, psicológica y acompañamiento.
Uno de los objetivos del Frente es seguir luchando contra la violencia digital y evitar que las mujeres sean vistas como objetos sexuales, al poner énfasis en que fotografiarlas o grabarlas implica validar una visión mercantil y sexual hacia ellas. Para sus integrantes, es fundamental la educación digital de todos los sectores de la población.

###### Iniciativa Contra Algoritmos Patriarcales
Durante las conferencias de la activista Olimpia Coral en Quintana Roo, transmitió su preocupación por las empresas mundiales que tienen el dominio del Internet, que tiene algoritmos que son meramente una fuente de mercantilización de cuerpos femeninos, vistos como "objetos". Olimpia tiene como meta tener una participación activa en hacer cambios en el Internet para hacerlo un espacio más seguro y sano. Su lucha aún sigue en pie.